# 古列爾莫·斯滕達爾多
古列爾莫·斯滕達爾多（Guglielmo Stendardo，1981年5月6日—）是意大利的一位足球運動員。在場上司職中後衛。他現在效力于意大利足球甲級聯賽球隊亞特蘭大足球俱樂部。